# Donimirski

Herb

Herb z pieczęci jakiegoś Donimirskiego

Herb z talerza z dóbr Donimirskich z przełomu XIX/XX wieku

Herb według Ostrowskiego

Donimirski (Donimierski, Brochwicz-Donimierski, Brochwicz odmienny) – polski herb szlachecki, odmiana herbu Brochwicz, używany przez rodzinę osiadłą na Kaszubach.

## Opis herbu
Znane są przynajmniej cztery warianty tego herbu.
Donimirski I: W polu srebrnym jeleń wspięty czerwony z gwiazdą złotą z prawej u głowicy tarczy, drugą z lewej, pomiędzy rogami i trzecią pod brzuchem. W klejnocie nad hełmem w koronie ogon pawi. Labry: czerwone, podbite srebrem.
Donimirski II: W polu jeleń skaczący z gwiazdą między rogami, ponad ogonem i pod brzuchem. W klejnocie nad hełmem bez korony pół wspiętego jelenia z gwiazdą między rogami i drugą na lewo od grzbietu. Labry. Barwy herbu nieznane.
Donimirski II odmienny: W polu błękitnym jeleń barwy naturalnej skaczący na murawie zielonej i trzy gwiazdy złote w słup - między rogami, nad grzbietem i pod brzuchem. Bezpośrednio na tarczy korona. Rekonstrukcja barw jest domysłem autora opisu.
Donimirski: Według Ostrowskiego herb ten jest odmianą herbu Brochwicz III, polegającą na tym, że półksiężyc z gwiazdą jest srebrny.

## Najwcześniejsze wzmianki
Herb w wersji podstawowej wzmiankuje tzw. Nowy Siebmacher (Der Adel des Königreichs Preußen, 1906). Odmiana oznaczona numerem II pochodzi z pieczęci jakiegoś Donimirskiego z nieokreślonego okresu. Kolejna odmiana pochodzi z talerza z pałacu rodzinnego w Zajezierzu w ziemi sztumskiej.

## Herbowni
Donimirski (Doijmierski, Dojmierski, Dojmierowski, Donemerski, Doniemiersky, Doniemirski, Donimierski, Donimiersky, Doniomirsz, Doymierski).

### Znani herbowni
- Witold Donimirski
- Jerzy Donimirski
- Teodor Donimirski
- Kazimierz Donimirski
- Stanisław Donimirski
- Antoni Donimirski
- Piotr Alkantary Donimirski
- Olgierd Donimirski

## Rodzina Donimirskich
Rodzina pochodząca ze wsi Donimierz w dawnym powiecie mirachowskim. Przedstawiciele tej rodziny objęli wieś prawdopodobnie w połowie XV wieku. Przybyli prawdopodobnie ze Śląska i wywodzili się z rodu heraldycznego Brochwiczów, choć mogą także być wspólnego pochodzenia z Poturgami. Oprócz rodowego gniazda, na początku XVII wieku, członkowie rodziny posiadali także część Będargowa, Wiczlina i Robakowa. Rodzina utraciła gniazdo przed połową XVIII wieku, ale nadal dziedziczyła w owym czasie w Będargowie. Członkowie rodu pełnili kilka niższej rangi funkcji ziemskich na Pomorzu. Na przełomie wieków XIX i XX członkowie rodziny zasłużyli się dla krzewienia polskości i kultury gospodarowania na Powiślu.